# Sumpåkerskivling
Sumpåkerskivling (Agrocybe elatella) är en svampart som tillhör divisionen basidiesvampar, och som först beskrevs av Petter Adolf Karsten, och fick sitt nu gällande namn av Jan Vesterholt. Sumpåkerskivling ingår i släktet marktofsskivlingar, och familjen Strophariaceae. Enligt den finländska rödlistan är arten nära hotad i Finland. Arten är reproducerande i Sverige. Artens livsmiljö är rika kärr.